# Fall Weiß
Fall Weiß ("Caso bianco") fu un piano strategico della Germania nazista per iniziare una guerra con la Polonia preparato prima del 1939 e messo in pratica con la campagna di Polonia il 1º settembre 1939.

## Dettagli

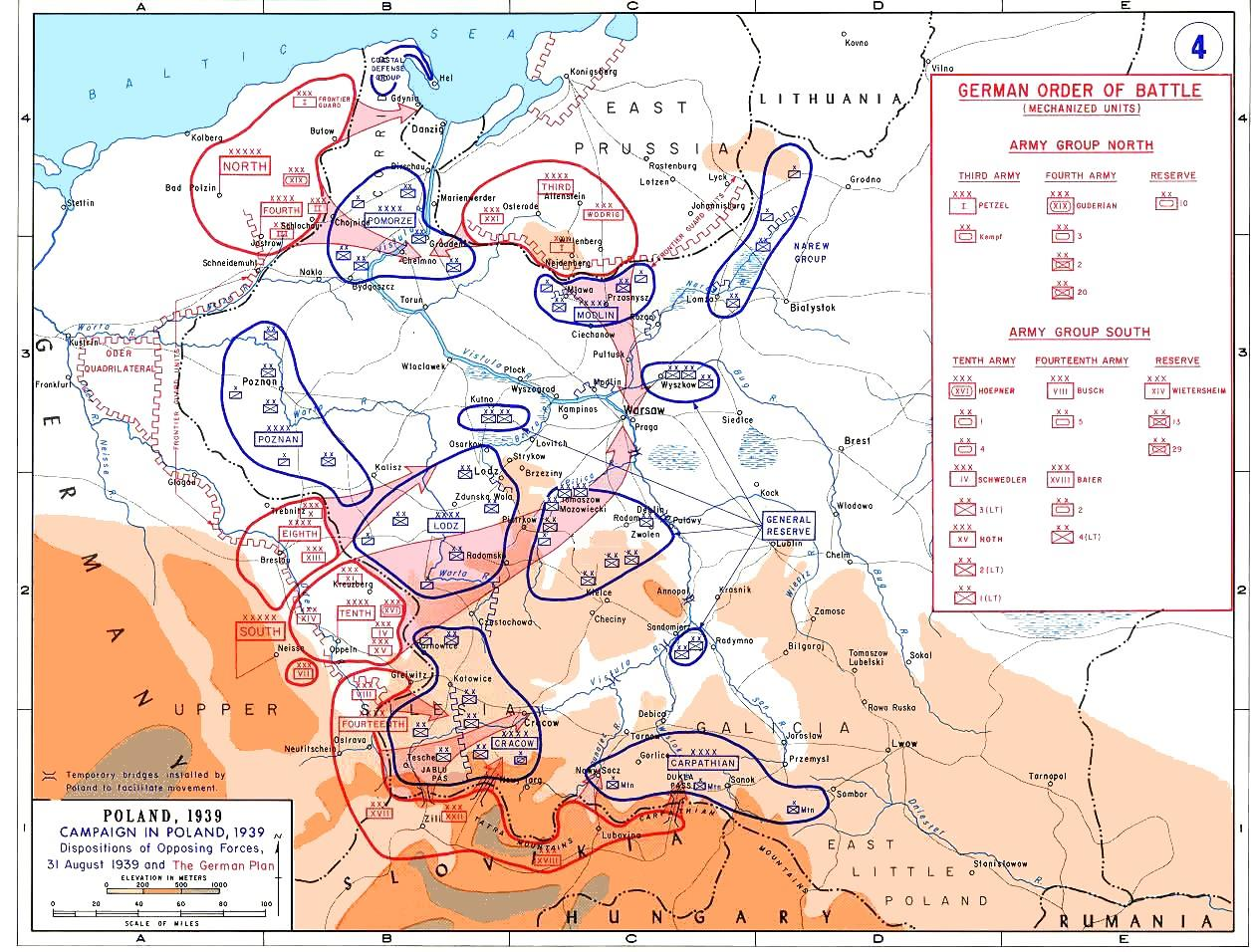
La disposizione delle forze tedesche e polacche il 31 agosto 1939 con le direttrici d'attacco previste dal Fall Weiß

I primi piani tedeschi di azioni militari contro la Polonia prendevano in considerazione sia un attacco minore volto alla conquista del corridoio di Danzica (per unire la Prussia orientale al resto della Germania) sia un'invasione su larga scala. Gli eventi politici seguenti l'occupazione tedesca della Cecoslovacchia, che causò anche la parziale militarizzazione della Polonia, indussero Adolf Hitler ad abbandonare la prima ipotesi per via di una probabile mancanza del fattore sorpresa, dando invece ordine all''Oberkommando des Heeres (OKH, l'alto comando dell'esercito) di concentrarsi sull'invasione totale, il cui piano venne chiamato "Fall Weiß" (Caso bianco). 
Fall Weiß fu ideato dal generale Franz Halder, capo dello stato maggiore generale e comandato dal generale Walther von Brauchitsch, capo dell'OKH; questo prevedeva lo svolgersi della nuova dottrina della "guerra mobile", o guerra di movimento, basata sull'attività congiunta delle forze corazzate ed aeree, che avrebbe consentito una rapida avanzata verso la capitale, lasciandosi alle spalle il grosso dello schieramento polacco, posto in massima parte a ridosso delle frontiere con la Germania e la Cecoslovacchia, lasciando il compito di accerchiare e distruggere il nemico alla fanteria.
Dal punto di vista geografico la Polonia si prestava ad un attacco da tre lati, Prussia orientale, confine tedesco e Repubblica Slovacca, inoltre le estese pianure occidentali polacche offrivano al nuovo concetto di guerra meccanizzata un terreno molto agevole: la mancanza di catene montuose, ed in generale di grandi ostacoli naturali, seppure in parte controbilanciati dalla presenza di una antiquata rete stradale, offrivano la possibilità di una grande manovra a tenaglia, fornendo ai tedeschi tutti gli elementi indispensabili per la realizzazione del piano, il cui obiettivo era l'accerchiamento, da effettuarsi il più velocemente possibile per rendere disponibili truppe da inviare al confine francese, dell'esercito polacco ad ovest dei fiumi Vistola e Narew. 
Il piano Fall Weiß prevedeva l'attacco simultaneo dei due gruppi di armate: da nord l'Heeresgruppe Nord, comandato dal generale Fedor von Bock, composto dalla 3ª e 4ª armata avrebbe invaso il corridoio di Danzica per piegare quindi a sud verso Varsavia, mentre dal sud del paese si sarebbero mosse l'8ª, la 10ª e la 14ª armata che, appoggiate da tre divisioni slovacche, formavano l'Heeresgruppe Süd, comandato dal generale Gerd von Rundstedt, incaricato di invadere la Polonia dalla Slesia in direzione, anch'esso, di Varsavia; un terzo e limitato attacco sarebbe partito dalla Slovacchia per impegnare i polacchi in Galizia.
La mobilitazione e lo spiegamento di forze vennero tenuti segreti per quanto possibile. Le prime nove divisioni di fanteria tedesca vennero trasferite ad est il 26 giugno, seguite il 3 agosto da altre tredici divisioni ufficialmente impegnate in addestramenti estivi e, alla fine dello stesso mese, da altre formazioni inviate in Prussia orientale con la motivazione di commemorare il 25º anniversario della battaglia di Tannenberg della prima guerra mondiale. Il 25 agosto le principali unità erano tutte ai loro posti perché l'attacco avrebbe dovuto avere inizio il 26 agosto, ma questo venne ritardato a causa delle trattative intercorse tra la Polonia ed i paesi Alleati, ma il 31 agosto le truppe vennero messe nuovamente in stato d'allarme per l'inizio delle ostilità che esplosero il mattino successivo.

## Altri "casi" tedeschi
- Fall Rot ("Caso rosso") (1935) - piano di difesa tedesco in caso di incursione della Francia durante l'invasione della Cecoslovacchia.
- Fall Grün ("Caso Verde") (1938) - piano tedesco per invadere la Cecoslovacchia
- Fall Gelb ("Caso Giallo") (1940) - offensiva tedesca nell'Europa occidentale
- Fall Grün 2 - (1940) - piano di invasione dell'Irlanda